# 飛虎雄心2之傲氣比天高
《飛虎雄心2之傲氣比天高》為於1996年上映的香港電影，以香港警務處特別任務連為主題，由劉偉強執導，文雋監製，張智霖、陳曉東、莫文蔚和吳辰君領銜主演。本片由嘉禾公司出品，最佳拍檔有限公司攝影製作。

## 劇情簡介
飛虎隊出勤途中遭到恐怖襲擊, 大部份隊員殉職, 警隊士氣大受打擊. 於是決定從各部門挑選精英份子成立一支新的特警隊伍. 

陳曉東(東東)剛從警校畢業, 第一天上班即遇上越南殺手殺人, 親眼看著拍擋被殺, 更被越南殺手用槍指著頭部恐嚇, 雖能死裡逃生, 但心裡已充滿恐懼的陰影, 東東決定加入飛虎隊 BOB.東東的老同學朱家材(住家菜), 亦被推薦加入BOB. 

飛虎隊隊長張鷹是個冷酷無情，表面沒人性的教官，全體隊員在飛虎隊訓練營中受訓並與各隊員一同生活後，開始漸漸熟絡，其中只有何志林(Coolman)特別孤僻冷傲，尤其對東帶有莫名敵意，令東感到不解；一次，Coolman 在自由搏擊對打中將東打傷，其後東知悉曲尺原來是自己槍械射擊導師，一直暗戀Coolman，但Coolman拒人千里，曲只好暗中傳達情意

東偶然重遇舊同學吳靜宜，宜的祖父是越南華僑，她希望幫助越南船民爭取多點權益。越南船民營中匿藏了不少罪犯，他們常逃出營外犯罪；BOB 的訓練來到最後階段, Coolman 與東及住家菜一組, 三人在荒島上再遇上次的越南殺手撞個正著, 東的心理病再現, 住家菜被殺, Coolman 與東亦險喪命，Coolman 始知東乃同父異母之弟弟，兩人得以冰釋前嫌......

## 人物角色
| 角色名稱           | 演員   | 備註                                       |
| ------------------ | ------ | ------------------------------------------ |
| 何志林 （Coolman） | 張智霖 | 見習督察，東東同父異母的哥哥，曲尺的男友   |
| 陳曉東（東東）     | 陳曉東 | 見習督察，Coolman同父異母的弟弟，暗戀Annie |
| 曲尺 （Karen）     | 莫文蔚 | 總督察，神槍手，槍械教官，暗戀志林         |
| 吳靜宜 （Annie）   | 吳辰君 | 人權組織成員，阮麗好友                     |
| 朱家材（住家菜）   | 謝天華 | Amanda的同居男友，後遭越南人殺害           |
| 張鷹 （Eagle）     | 張耀揚 | 總督察，B.O.B.教官，曾為單波哲郎下屬       |
| 劉定強（性慾強）   | 黃德斌 | B.O.B.受訓成員                             |
| 啞仔               | 黎駿   | 越南難民                                   |
| 阮麗 （越南玫瑰）  | 陳妙瑛 | 越南難民，與劉定強一夜情                   |
| LoLo               | 林曉峰 | 單波哲郎之子                               |
| 單波哲郎           | 柯受良 | 退休警長                                   |
| Amanda             | 李蕙敏 | 朱家材的同居女友                           |
| 關漢興             | 曹永廉 | B.O.B.受訓成員                             |
| 姿整               | 朱永棠 | B.O.B.受訓成員                             |
| Sammy              | 森美   | B.O.B.受訓成員                             |
| 陳力宏 （Calvin）  | 劉松仁 | 助理處長，東東、Coolman的父親              |
| 阿娟 （Tracy）     | 韓馬利 | 東東的母親，陳力宏現任太太                 |
| 李中希             | 李忠希 | 交通警察，東東好友，被啞仔槍殺而殉職       |
| Philip             | 鍾定一 |                                            |
| 大佬B              | 吳志雄 |                                            |
| 越南老大           | 邱禮濤 | 恐怖分子首領                               |
| 越南難民           | 梁焯滿 |                                            |

## 主題曲
- 〈傲气比天高〉

主唱：陈晓东
、作曲：Gary Tong
、作词：向雪怀
、音乐提供：宝丽金唱片有限公司
- 〈曾经不知你好〉

主唱：张智霖
、作曲：Robert Seng
、作词：张美賢
、音乐提供：百代唱片有限公司

## 插曲
- 〈谁和谁〉

主唱：莫文蔚
、作曲：Black Box
、作词：郭启华
、音乐提供：滚石唱片有限公司

## 外部連結
- 開眼電影網上《飛虎雄心2之傲氣比天高》的資料（繁體中文）
- 豆瓣电影上《飛虎雄心2之傲氣比天高》的資料 （简体中文）
- 时光网上《飛虎雄心2之傲氣比天高》的資料（简体中文）
- AllMovie上《飛虎雄心2之傲氣比天高》的资料（英文）
- 爛番茄上《飛虎雄心2之傲氣比天高》的資料（英文）
- 香港影庫上《飛虎雄心2之傲氣比天高》的資料（繁體中文）
- 互联网电影数据库（IMDb）上《飛虎雄心2之傲氣比天高》的资料（英文）